# Geodomo Celular
El geodomo celular es una estructura citoesquelética perinuclear temporal, que se observa en células que poseen desplazamiento por emisión de lamelipodios y filopodios, como los fibroblastos y los leucocitos.
Está conformado por microfilamentos de actina en transición entre una conformación de red y otra de haz.

## Estructura
El geodomo celular es una estructura intracelular, con la forma de una red de forma geodésica. Está formado por proteínas constituyentes del citoesqueleto.

El geodomo celular aparece en una etapa de transición, que implica la transformación 
de microfilamentos de 3-7 nm de diámetro. 
La actina como monómero de forma libre (actina G), se convierte en polímeros lineales denominados microfilamentos (actina F), son esenciales para funciones celulares como la motilidad.

Desde la forma de redes a la forma de haces contráctiles.
Son fibras que le dan soporte a la célula y están compuestas predominantemente de la  proteína contráctil llamada actina.
Los microtúbulos son estructuras tubulares de 25 nm de diámetro que se originan en los centros organizadores de microtúbulos y se extienden a lo largo del citoplasma. Se pueden polimerizar y despolimerizar según las necesidades de la célula. 